# Découverte de la coupe volée dans le sac de Benjamin
La Découverte de la coupe volée dans le sac de Benjamin (en italien, Ritrovamento della coppa rubata nel sacco di Beniamino)  est une fresque attribuée au peintre  Giotto di Bondone (ou Maestro d'Isacco ?), datée des environs de 1291-1295 et située dans la partie supérieure de la paroi de droite de l'église supérieure de la basilique Saint-François d'Assise.

## Sujet
Genèse 44 - 10 : Joseph cache la coupe dans le sac de Benjamin (le préféré de son père) pour éprouver ses frères ; la coupe retrouvée, ses frères refusent de l'abandonner et  Joseph se fait reconnaître d'eux...